# Bataille de Brownsville (Texas)
Pour les articles homonymes, voir Bataille de Brownsville.
Guerre de Sécesssion
Batailles
Opérations de Banks sur la côte du Texas
- Brownsville
- Mustang Island
- Fort Esperanza

La bataille de Brownsville a eu lieu du 2 au 6 novembre 1863 pendant la guerre de Sécession. 
Il s'agit d'une tentative réussie de l'armée de l'Union de perturber les blocus confédérés le long de la côte du Golfe au Texas. L'assaut de l'Union précipita la capture de Matamoros par une force de patriotes Mexicains dirigée par des officiers exilés vivant à Brownsville.

## Contexte
Pendant la première moitié de la guerre, la marine de l'Union réussissait à bloquer de nombreux ports méridionaux, notamment le long de la côte sud du Texas. Cela eut pour effet d'empêcher le commerce du coton qui était un atout économique majeur pour cet État, et l'ensemble de la Confédération. Initialement, le coton était transporté du col de Brazos jusqu'au delta du Rio Grande à Port Isabel. Cependant, les forces de l'Union capturèrent ce port et la destination fut déplacée vers Brownsville, Texas. De Brownsville, les marchandises étaient transportées de l'autre côté de la frontière, vers Matamoros au Mexique et, de là, vers des ports neutres le long de la côte mexicaine.
Le gouvernement américain était également inquiet par la perspective de devoir montrer la présence de l'Union le long de la frontière mexicaine ; en effet, l'armée française, qui venait d'envahir le Mexique, avait installé Maximillian sur le trône impérial. Après la débâcle de l'Union lors de la seconde bataille de Sabine Pass, le gouvernement américain demanda au général Nathaniel P. Banks, qui commandait le département du Golfe, de tenter une nouvelle fois d'envahir le Texas.

## Bataille
Le général Nathaniel Banks rassembla six mille soldats de trois brigades du XIIIe corps de Napoléon J. T. Dana. Les opposants confédérés étaient commandés par le général Hamilton P. Bee. Les troupes de Bee ne se composaient que de quatre compagnies de la 33e cavalerie du Texas placées sous les ordres du colonel James Duff, et de deux autres compagnies de volontaires engagés trois mois auparavant. Tous les autres confédérés, le long de la côte, avaient été mobilisés ailleurs à la suite de l'attaque de Sabine Pass par l'Union. La force confédérée s'élevait à environ cent cinquante hommes, stationnés à Fort Brown (à Brownsville). Une compagnie de volontaires dirigée par le capitaine Adrian I. Vidal fit défection, tuant un soldat du 33e Texas et en blessant un autre,.
Banks lança l'expédition à l'embouchure du Rio Grande le 2 novembre 1863. Bee dépêcha deux compagnies de sa cavalerie pour mener des observations et établir un rapport sur le débarquement de l'Union. La compagnie A du capitaine Richard Taylor arriva à l'embouchure du Rio Grande tandis que la compagnie F du capitaine Henry Davis débarquait à Point Isabel, plus au nord. Le 2 novembre, le capitaine Taylor informa le général Bee que les forces de l'Union avaient fait débarquer de la cavalerie, au moment même où Bee donnait des ordres préparatoires pour l'évacuation de Brownsville. La brigade du colonel William M. Dye dirigea l'avance de l'Union. Après avoir chassé la cavalerie confédérée du capitaine Taylor, les hommes de Dye entrèrent dans Brownsville vers dix heures le 6 novembre 1863. Le général Bee ordonna immédiatement l'évacuation de la ville et l'abandon et de Fort Brown. Il supervisa personnellement la destruction par incendie de tout le matériel militaire et de tout le coton possible. À l'intérieur du fort se trouvait huit mille livres d'explosifs, qui provoquèrent une grande explosion qui épouvanta les locaux. 
L'incendie déclenché par les soldats confédérés se propageait dans la ville tandis que les soldats de l'Union pillaient, provoquant la colère des habitants. Un local du nom de José Maria Cobos, général mexicain exilé à la suite de la récente invasion française, reçut l'autorisation des autorités civiles de Brownsville d'organiser une troupe pour résister aux pillards et maîtriser les incendies déclenchés par l'évacuation confédérée.
Vers midi, le général Banks arriva en personne dans la ville ; à seize heures, les dernières troupes de l'Union firent de même. Le colonel Dye fut nommé commandant de la place et l'armée de l'Union campa dans la ville, puisque la caserne de Fort Brown avait été détruite. Les troupes de l'Union capturèrent également une grande quantité de coton laissée par les confédérés.

## Conséquences
La perte de Brownsville perturba considérablement le commerce du coton du camp confédéré. La nouvelle route commerciale vers le Mexique s'étendait à environ cinq cents kilomètres au nord-ouest. Brownsville fournit également la base de nouvelles opérations de l'Union contre l'île Mustang (à proximité de Corpus Christi, au nord de Brownsville) et Fort Esperanza, sur la côte texane. Le général mexicain exilé Cobos fit traverser la frontière à ses troupes et prit le contrôle de Matamoros (Mexique). De là, il continua à gêner le général Banks.
Les forces confédérées tentèrent de reprendre Brownsville en 1864. Le colonel John Salmon Rip Ford rassembla une grande troupe de cavalerie. Le 30 juillet 1864, Ford put découvrir que le nouveau commandant de l'Union, Francis J. Herron, avait déjà abandonné Brownsville. Les confédérés réoccupèrent la ville sans combattre.